# 丙妹镇
丙妹镇，是中华人民共和国贵州省黔东南苗族侗族自治州从江县下辖的一个乡镇级行政单位。
2016年1月14日，贵州省人民政府批复同意从江县部分乡镇行政区划调整，撤销丙妹镇、雍里乡建制，设置新的丙妹镇，镇人民政府驻江东社区。

## 行政区划
丙妹镇下辖以下地区：
三角井社区、俞家湾社区、江东社区、青平社区、丙梅一村、丙梅二村、丙梅三村、平瑞村、平毫村、銮里村、长寨村、岜沙村、大融村、小融村、上歹村、大歹村、老或村、新或村、大洞村、雍里村、令里村、高加村、宰略村、敖里村、归林村、大塘村、龙江村、污扭村、尧等村、滚玉村、两料村和雍里乡。
2019年8月8日，将银新居委会、三角井居委会、江东居委会、青平居委会、八仙桥居委会、俞家湾居委会、丙梅村、銮里村、平瑞村划归丙梅街道管辖。行政区划调整后，丙妹镇辖大塘村、龙江村、归林村、大洞村、宰略村、岜沙村、雍里村、高加村、滚玉村、尧等村、大融村、或里村、大歹村、长寨村。

## 中国传统村落
2012年，岜沙村、归林村被评为首批“中国传统村落”。